# El Tiemblo
El Tiemblo är en ort i Spanien. Den ligger i provinsen Provincia de Ávila och regionen Kastilien och Leon, i den centrala delen av landet, 70 km väster om huvudstaden Madrid. El Tiemblo ligger 692 meter över havet och antalet invånare är 3 837.
Terrängen runt El Tiemblo är kuperad.Runt El Tiemblo är det ganska glesbefolkat, med 50 invånare per kvadratkilometer. Närmaste större samhälle är San Martín de Valdeiglesias, 10,6 km sydost om El Tiemblo.